# Réservoir Smallwood
Le réservoir Smallwood est un immense réservoir d'eau douce situé dans la partie occidentale du Labrador, au Canada. Le réservoir est la source du fleuve Churchill. Le réservoir est constitué de 88 digues d'une longueur totale de 64 km. Son nom lui fut donné en l'honneur de Joey Smallwood, premier ministre de la province de Terre-Neuve de 1949 à 1972.
Construit pour maîtriser les eaux du fleuve Churchill, il possède une superficie de 6 527 km2 et est la plus grande réserve d'eau douce de la province. Il est le maillon principal du projet hydroélectrique des chutes Churchill.

## Histoire
Habitée à l'origine par les Naskapis, la région est visitée pour la première fois par deux Européens en 1839, John McLean et Erland Erlandson. La région est d'abord explorée puis cartographiée entre 1866 et 1870 par un missionnaire oblat, le père Louis Babel, et plus tard, en détail, par Albert Peter Low de la Commission géologique du Canada (1895).
Une première étude de faisabilité du projet fut lancée en 1942 à l'instigation de la société Alcan mais vu l'éloignement du site, le projet n'était pas rentable pour l'époque. Néanmoins, avec les avancées technologiques dans le domaine du transport de l'électricité, le projet fut remis sur la table. La Churchill Falls (Labrador) Corporation Limited (CFLCo) commence les travaux d'aménagement du réservoir en juillet 1967.

## Géographie
Le réservoir est construit sur le plateau du Labrador qui a une altitude variant entre 457 et 579 mètres. Avant, la zone était composée d'une multitude de lacs et de marécages interconnectés entre eux. Les 3 plus grands lacs se nommaient : Ossokmanuan, Lobstick et Michikamau. Le lac Ossokmanuan devint le réservoir de la centrale électrique des chutes jumelles (Twin Falls).
La zone était principalement drainée par le fleuve Churchill. À l'extrémité du plateau, le fleuve descend de 66 mètres avant les chutes, de 75 mètres dans les chutes et de 158 mètres dans le canyon Bowdoin. 

## Construction
Le réservoir est composé de 88 digues dont la plus grande fait 36 mètres de haut et la plus longue fait 6 km de long. Pour contrôler le niveau des réservoirs, on utilise des régulateurs qui jouent sur le débit d'eau de sortie en fonction du niveau de l'eau et évitent ainsi tout débordement.
Le projet dura environ 9 ans (1966 à 1974). Durant le pic d'activités sur le chantier, on retrouva 6 245 travailleurs stationnés dans 12 camps. Le projet fut terminé avec 5 mois d'avance sur le programme initial.